# Kentucky Derby 1938
Kentucky Derby 1938 var den sextiofjärde upplagan av Kentucky Derby. Löpet reds den 7 maj 1938 över 1 1⁄4 miles (2 012 m). Löpet vanns av Lawrin som reds av Eddie Arcaro och tränades av Ben A. Jones.
10 hästar deltog i löpet.

## Resultat
| P  | Häst           | Jockey              | Tränare              | Ägare                  | Tid      |
| -- | -------------- | ------------------- | -------------------- | ---------------------- | -------- |
| 1  | Lawrin         | Eddie Arcaro        | Ben A. Jones         | Woolford Farm          | 2:04 4/5 |
| 2  | Dauber         | Maurice Peters      | Richard E. Handlen   | Foxcatcher Farms       |          |
| 3  | Can't Wait     | Lester Balaski      | J. Thomas Taylor     | Myron Selznick         |          |
| 4  | Menow          | Raymond Workman     | Duval A. Headley     | Hal Price Headley      |          |
| 5  | The Chief      | Jack Westrope       | Earl Sande           | Maxwell Howard         |          |
| 6  | Fighting Fox   | James Stout         | James E. Fitzsimmons | Belair Stud            |          |
| 7  | Co-sport       | George Woolf        | R. T. Runnels        | Benjamin "Bert" Friend |          |
| 8  | Bull Lea       | Irving Anderson     | Frank J. Kearns      | Calumet Farm           |          |
| 9  | Elooto         | Fred Faust          | Owen Bagley          | Blue Ridge Farm        |          |
| 10 | Mountain Ridge | Alfred M. Robertson | Robert V. McGarvey   | Milky Way Farm Stable  |          |

Segrande uppfödare: Herbert M. Woolf (KS)